# サンクワサバー郡
サンクワサバー郡（サンクワサバーぐん、ネパール語: सङ्खुवासभा जिल्ला）は、ネパール東端のコシ州の郡。
郡都はカーンバリ。
2021年国勢調査の人口は15万9046人。
面積は3480km2。